# Carlo de La Cerda

Stemma di Carlo de La Cerda

Carlo de La Cerda, Carlos spagnolo, Charles in francese (1326 – L'Aigle, 8 gennaio 1354), fu connestabile di Francia e conte di Angoulême dal 1351 alla morte.

## Ascendenza
Il nonno paterno di Carlo fu Alfonso de la Cerda (Valladolid, 1270 – Piedrahíta, 1325 circa), detto il Diseredato (el Desheredado). Tale soprannome deriva dal fatto che il padre di Alfonso, Ferdinando de la Cerda (Valladolid, 23 ottobre 1255 – Ciudad Real, 25 luglio 1275) , reggente al trono del Regno di Castiglia in assenza del re Alfonso X, morì prematuramente mentre combatteva contro i Mori di Granada, nella battaglia di Écija. Il re Alfonso X, tornato in patria, ignorò la legge di successione, che prevedeva lo status di erede al trono per il figlio del defunto Ferdinando, Alfonso, e nominò erede il suo secondogenito (fratello minore del defunto Ferdinando), Sancho, poi divenuto re con il nome di Sancho IV di Castiglia.
Una volta diseredato dei suoi diritti di successione, Alfonso si rifugiò in Francia, nel 1303, ove il re di Francia Carlo IV il Bello gli donò la baronia di Lunel.
Suo figlio Luigi de la Cerda (1291 - Lamotte-du-Rhône, 5 luglio 1348), zio di Carlo, giocò un importante ruolo in Francia. Fu nominato conte di Clermont e di Talmont, e fu promosso a ammiraglio di Francia dal re Filippo VI, combattendo nelle schiere francesi durante la guerra dei Cent'Anni.
Il padre di Carlo, Alfonso de la Cerda (1289 - Gentilly, 15 aprile 1327) succedette al padre al baronato di Lunel. Nel 1325, sposò la figlia del signore d'Antoing e d'Épinoy, Ugo IV, Isabella d'Antoing e d'Epinoy, che gli diede un figlio, Carlo.
Carlo discendeva perciò dai re di Castiglia. Inoltre la madre di suo nonno Alfonso era Bianca di Francia (1253-1320), figlia del re di Francia Luigi IX, meglio noto come San Luigi dei Francesi.

## Biografia
L'educazione di Carlo è affidata a Miles de Noyers, principale consigliere del re di Francia Filippo VI. Insieme a Carlo fu educato il futuro re di Francia Giovanni II il Buono.
Grazie a questo percorso di educazione comune, Carlo diverrà il favorito del futuro re. Infatti, una volta re, Giovanni II lo nomina conte di Angoulême al posto dell'ambiguo Carlo II, re di Navarra, noto come Carlo il Malvagio. La mancata assegnazione della contea aggiunge rancore a Carlo II, che si vede privato dalla dinastia di Valois del regno di Francia.
Nel gennaio 1351, al posto del favorito Raoul II di Brienne, conte d'Eu, Carlo fu nominato contestabile di Francia.
Nel 1351 sposò Margherita di Blois-Châtillon.

## L'assassinio
Dopo una lite con Filippo di Navarra, fratello di Carlo il Malvagio, Carlo de la Cerda venne assassinato l'8 gennaio 1354. Raggiunto da uno degli uomini del re di Navarra, Giovanni di Soult detto le Bascon, presso la locanda «Truie-qui-File» ove alloggiava a L'Aigle, venne brutalmente ucciso da 80 colpi di spada.
Alla sua morte non aveva figli.